# Limes Saxoniae
Limes Saxoniae (latin: "Saksiske grænse"), også kendt som Sachsenwall, var en grænse, som fastlagdes cirka år 810 af frankerne under Karl den Store. Formålet var at adskille saksere i Holsten fra de slaviske obotriter, som levede i de østlige dele af det senere Slesvig-Holsten. Intet taler for etablering af et fæstningsværk.

## Grænsen
Adam af Bremen beskrev omkring 1075 i "Den hamborgske kirkes krønike" grænseforløbet på Karl den Stores tid således:
"Invenimus quoque limitem Saxoniae, quae trans Albiam est, prescriptum et Karolo et imperatoribus ceteris, ita se continetem, hoc est:

Ab Albiae ripa orientali usque ad rivulum quem Sclavi Mescenreiza vocant, 
a quo sursum limes currit per silvam Delvunder usque in fluvium Delvundam ;
 sicque pervenit in Horchenbici et Bilenispring ;
 inde ad Liudwinestein et Wispircon et Birznig progreditur. 
Tunc in Horbinstenon vadit usque in Travena silvam, sursumque per ipsam in Bulilunkin ;
 mox in Agrimeshov, et recto ad vadum, quod dicitur Agrimeswidil, ascendit.
 Ubi et Burwido fecit duellum contra campionem Sclavorum, interfecitque eum: et lapis in eodem loco positus est in memoriam 
 Ab eadem igitur aqua sursum procurrens terminus in stagnum Colse vadit; 
sicque ad orientalem campum venit Zuentifeld, usque in ipsum flumen Zuentinam,
 per quem limes Saxoniae usque in pelagus Scythicum et mare quod vocant orientale delabitur. .
"Jeg har også fundet ud af, at det med hensyn til Saxoniens grænse på den anden side af Albien, som den er fastlagt af Karl og de andre kejsere, forholder sig således:
 Fra Albiens østlige bred går den til det vandløb, som slaverne kalder Mescenreiza,
 derfra går grænsen op gennem Delvunderskoven til floden Delvunda,
 på den måde når den til Horchenbici og Bilenispring,
 derfra til Liudwinestein og Wispircon og Birznig, 
 så går den mod Horbistenin lige til Travenwald og op gennem den til Birlunkin,
 derfra til Agrimeshou og direkte op til det vadested, der kaldes Agrimeswidil;
 det var her, Burwid udkæmpede en tvekamp mod en slavisk kæmpe og dræbte ham: der er på dette sted også rejst en sten til minde derom,
 fra dette vandløb går grænsen op til søen Colse,
 således når den i øst den åbne mark Zuentifeld og helt til floden Zuentina.
 Saxoiens grænse løber så langs med den til Scytherhavet og det hav, man kalder Den Østre Sø."